# Clémentine Barzin
Clémentine Barzin (Namen, 20 november 1974) is een Belgisch politica voor de liberale MR.

## Levensloop
Barzin behaalde in 1997 een master in de journalistiek en communicatie aan de ULB en in 2003 een executive master in marketing en advertising aan het Institut Solvay van dezelfde universiteit. In 2017 behaalde ze eveneens een master in de bestuurswetenschappen aan de hogeschool Francesco Ferrer in Brussel.
Ze begon haar beroepsloopbaan als persattaché op het kabinet van Hervé Hasquin, minister in de Brusselse Hoofdstedelijke Regering, een functie die ze uitoefende van 1996 tot 1998. Nadien was Barzin van 1999 tot 2000 pr-verantwoordelijke voor een theatergezelschap in Vorst, van 2000 tot 2001 klantenbehandelaar in een Nederlandstalig pr-bedrijf en van 2001 tot 2003 persattaché bij de hogesnelheidstreindienst Thalys International. Nadien werkte ze van 2003 tot 2017 als persattaché voor federaal staatssecretaris Jacques Simonet en federaal minister Didier Reynders en was ze van 2017 tot 2019 adviseur op het kabinet van minister Sophie Wilmès..
Voor de MR werd Barzin na de gemeenteraadsverkiezingen van oktober 2006 OCMW-raadslid van Brussel, wat ze bleef tot eind 2012. Vanaf december 2012 was ze gemeenteraadslid van de stad en van februari tot oktober 2018 was ze er schepen van Burgerparticipatie en Stadsvernieuwing. In juli 2020 nam ze om privéredenen ontslag uit de Brusselse gemeenteraad.
Bij de verkiezingen van mei 2019 werd Clémentine Barzin vanop de achtste plaats van de MR-lijst verkozen in het Brussels Hoofdstedelijk Parlement. In de legislatuur 2019-2024 maakte ze deel uit van de commissie Economische Zaken en Tewerkstelling en zetelde ze vanaf 2020 tevens in de commissie Gelijke Kansen en Vrouwenrechten en vanaf 2023 eveneens in de commissie Financiën en Algemene Zaken. In juni 2024 werd ze herkozen en vervolgens werd ze eveneens afgevaardigd naar het Parlement van de Franse Gemeenschap, waar ze van juli 2024 tot februari 2025 als derde secretaris deel uitmaakte van het Bureau. In het Brussels Parlement werd ze opnieuw lid van de commissie Economische Zaken en Tewerkstelling, tot ze in december 2024 overstapte naar de commissie Financiën en Algemene Zaken. In het Parlement van de Franse Gemeenschap was ze van 2024 tot 2025 lid van de commissie Onderwijs, Onderwijs voor Sociale Promotie, Promotie van Brussel en Wetenschappelijk Onderzoek. Sinds december 2024 is Barzin MR-fractievoorzitter in het Brussels Hoofdstedelijk Parlement.
Bovendien is ze sinds 2017 voorzitter van de Brusselse federatie van de vrouwenafdeling van de MR, Femmes MR. In oktober 2019 stelde Barzin zich kandidaat voor het voorzitterschap van haar partij. In de eerste ronde van de voorzittersverkiezingen, op 12 november, eindigde ze op de vijfde plaats met 5,05 procent van de stemmen.
Daarnaast was Barzin van 2017 tot 2019 voorzitster van het mode- en designcentrum MAD Brussels. Haar nicht Anne Barzin werd ook politiek actief voor de MR.